# Martin Turner
Martin Turner (Torbay, 1º ottobre 1947) è un bassista e compositore britannico.
È conosciuto come bassista del gruppo rock Wishbone Ash, da lui cofondato nel 1969.

## Ispirazioni
È noto anche per aver ispirato alcuni celebri bassisti Heavy metal, tra cui Steve Harris e Steve Dawson.